# Железный Дровосек из страны Оз
Железный Дровосек из страны Оз: Правдивая история удивительного приключения, предпринятого Железным Дровосеком при содействии Бродяги Вута, Страшилы из страны Оз и Полихромии, Дочери Радуги — двенадцатая книга из цикла «Оз», написанная Л. Фрэнком Баумом, впервые опубликованная 13 мая 1918 года. Железный Дровосек воссоединяется со своей давней возлюбленной (с тех времён, когда он был человеком). Это предыстория романа Баума «Удивительный волшебник из страны Оз».
Книга посвящена внуку автора Фрэнку Олдену Бауму.

## Сюжет
Железный Дровосек и Страшила рассказывают друг другу истории во дворце Дровосека в Стране Мигунов, к ним  забредает мальчик-гилликин по имени Вут. После того, как он наелся и отдохнул, Вут спрашивает Дровосека, как он оказался сделан из жести.
Тот рассказывает, как Злая Ведьма Востока зачаровала его топор и заставила его отрубать части своего тела конечность за конечностью, потому что он был влюблен в ее подопечную Нимми Эми. Каждую отрубленную конечность жестянщик Ку-Клип заменил на аналог из жести. Без сердца Железный Дровосек почувствовал, что больше не может любить Нимми Эми, и бросил ее. Вут предполагает, что его новое сердце, возможно, сделало его добрым, но не сделало его любящим, иначе он вернулся бы к Нимми Эми. От этого Железному Дровосеку становится стыдно, и он решает отправиться в Страну Жевунов и найти ее.
Железный Дровосек, Страшила и Вут отправляются в Страну Гилликинов и встречают надувных гагар Лунвилля, от которых они спасаются, лопнув несколько из них. Они спускаются в долину Юп, где обитает великанша миссис Юп, которая для развлечения превращает путешественников в животных. Она уже сделала это с Полихромой, Дочерью Радуги. Путешественники сбегают в виде животных.
Потом они прибывают на ферму Джинджер, которая заново с ними знакомится, и отправляется в Изумрудный город за помощью. Прибывают Дороти и Принцесса Озма, и Озма возвращает путешественникам их оригинальный вид.
Группа возобновляет свои поиски и приходит к месту, где заржавел Железный Дровосек, и находит там еще одного железного (оловянного) человека. Ему смазывают суставы, он начинает говорить и называет себя капитаном Фэйтером, солдатом, который ухаживал за Нимми Эми после того, как Железный Дровосек оставил ее. Злая Ведьма Востока заставила меч Файтера сделать то же, что и топор Железного Дровосека — отрезать ему конечности, которые Ку-Клип заменил оловянными конечностями. Сердца у него тоже нет, но это его не беспокоит. Однако он может заржаветь, что он и сделал однажды во время ливня. Оба дровосека теперь ищут взаимности от Нимми Эми, решив, что она должна выбрать между ними.
Все пятеро приходят в жилище жестянщика Ку-Клипа, где Железный Дровосек разговаривает сам с собой — то есть с головой человека Ника Чоппера, которым он когда-то был. Железный Дровосек и Оловянный Солдатик также находят бочку с разными частями тел, которые когда-то принадлежали каждому из них, но некоторые, например голова капитана Файтера, явно отсутствуют. Ку-Клип рассказывает, что он использовал голову Файтера и множество частей тела каждого из них (которые никогда не разлагались), чтобы создать своего помощника Чопфита. Чопфит жаловался, что у него нет руки, пока Ку-Клип не сделал ему оловянную и не отправился на восток.
Товарищи покидают Ку-Клип и сами продолжают путь на восток, чтобы найти Нимми Эми у подножия горы Мунк. На вершине находится домик, где кролик рассказывает им, что Нимми Эми теперь живет счастливо. Железный Дровосек и Оловянный Солдатик обнаруживают, что Нимми Эми теперь замужем за Чопфитом. Она отказывается оставить домашнюю жизнь, даже чтобы стать Императрицей Мигунов. Все четверо возвращаются в Изумрудный город и рассказывают о своих приключениях.

## Рецензии и контекст
Железный Дровосек из страны Оз рассказывает предысторию самой страны Оз; это не всегда была сказочная страна, и она стала такой после того, как была заколдована Королевой фей Лурлин, которая оставила фею, чтобы править ею. В «Глинде из страны Оз» Озма говорит, что она сама была этой феей, хотя в «Удивительной стране Оз» нам рассказывается о ее восстановлении на троне, долгое время принадлежавшем ее предкам.
В любом случае, этот роман знаменует собой явное взросление персонажа Озмы, которая, как теперь говорят, выглядит значительно старше Дороти (в «Озме из страны Оз» они выглядели одного возраста) и феи, творящей свою собственную врожденную магию.
После 1910 года продажи книг Баума из страны Оз начали снижаться. Железный Дровосек из страны Оз изменил эту тенденцию; его продажи в первый год в размере 18 600 экземпляров сделали его бестселлером. Примечательно, что продажи более ранних изданий из страны Оз также восстановились после предыдущего падения: многие из них в том году были проданы тиражом 3000 копий, а две, «Чудесная страна Оз» (1904) и прошлогодняя «Пропавшая принцесса страны Оз» (1917), были проданы тиражом 4000 копий. В этом году Баум заработал на своих книгах о стране Оз 6742,52 доллара. (В 1918 году средняя годовая зарплата конторского служащего составляла 940 долларов.) Даже ранние работы Баума, не связанные с Озом, также увеличили продажи: Джон Тесто и Херувим (1906) были проданы в количестве 1562 экземпляров в 1918 году.
Причину такого поворота судьбы определить труднее. Психологический шок от кровавой траншейной войны Первой мировой войны, возможно, вызвал волну ностальгии по более простым временам, а книги Баума представляли собой утраченную «эпоху невинности».
Новое издание книги было проиллюстрировано Дейл Улри в 1955 году. В следующем году она проиллюстрировала новое издание «Волшебника страны Оз» для Reilly & Lee.